# ハロウィン5 ブギーマン逆襲
『ハロウィン5 ブギーマン逆襲』（原題：Halloween 5: The Revenge of Michael Myers）は、1989年のアメリカ映画である。ハロウィンシリーズの5作目にあたる。

## キャスト
| 役名                           | 俳優                   | 日本語吹替  | 日本語吹替   | 日本語吹替 |
| 役名                           | 俳優                   | VHS版       | DVD版        |            |
| ------------------------------ | ---------------------- | ----------- | ------------ | ---------- |
| サミュエル・ルーミス医師       | ドナルド・プレザンス   | 富田耕生    | かとうかおる |            |
| ジェイミー・ロイド             | ダニエル・ハリス       | 小林優子    | 大沖マリ     |            |
| レイチェル・カラザース         | エリー・コーネル       | 玉川砂記子  | 兵藤恵子     |            |
| ティナ                         | ウェンディ・カプラン   | 佐々木優子  | 川﨑芽衣子   |            |
| ビリー・ヒル                   | ジェフリー・ランドマン | 高山みなみ  | 山口立花子   |            |
| ベン・ミーカー保安官           | ボー・スター           | 筈見純      | 野村達也     |            |
| サマンサ・トーマス             | タマラ・グリン         |             | うちなももこ |            |
| マイク                         | ジョナサン・チャピン   | 大滝進矢    | 佐藤宇       |            |
| スピッツ                       | マシュー・ウォーカー   | 古田信幸    | 新藤涼平     |            |
| パッツィ看護師                 | ベティ・カルヴァロー   | 巴菁子      |              |            |
| チャーリー・ブロック保安官代理 | トロイ・エヴァンス     | 稲葉実      | 静弦太郎     |            |
| ニック・ロス保安官代理         | フランク・コモ         | 小室正幸    | イカルス渡辺 |            |
| トム・ファラー保安官代理       | デヴィッド・アーシン   | 江原正士    | 甲斐大海     |            |
| 庭師                           | ジャック・ノース       | 北村弘一    | 森崎宣仁     |            |
| マイケル・マイヤーズ           | ドン・シャンクス       | 声なし      | 声なし       |            |
| その他                         |                        | 塚田正昭 他 |              |            |